# Biblioteca Nacional de Taiwán
La Biblioteca Nacional de Taiwán (chino: 國立臺灣圖書館, inglés: National Taiwan Library) es la biblioteca pública más antigua de Taiwán. Fue fundada en 1914 y aquí se encuentra un gran número de documentos sobre la historia, la cultura, la geografía y la política de Taiwán.
La biblioteca está ubicada en Zhonghe en las cercanías de Taipéi.